# Chérigan
Un chérigan es un aperitivo o tapa típica de la ciudad de Almería consistente en una rebanada de pan cortada al bies y tostada que se unta de alioli (o a veces de tomate) y a la que se añaden los más diversos ingredientes: atún, queso, tortilla, jamón cocido, jamón serrano, caballa, huevo de codorniz, etcétera.

## Etimología
Su nombre es una deformación del inglés sheriff gun («la pistola del sheriff»), debido a la forma alargada de esta tapa, que inventó el cocinero de un restaurante (según algunas versiones, el del popular Café Colón de Almería), al que apodaban el Sheriff, quizá por su carácter, en algún momento de la década de los 50 o más probablemente de los 60, en plena efervescencia de la industria fílmica almeriense.